# San-Benedicto-Felsenzaunkönig
Der San-Benedicto-Felsenzaunkönig (Salpinctes obsoletus exsul) ist eine ausgestorbene Unterart des Felsenzaunkönigs (Salpinctes obsoletus). Neben der Rabenunterart Corvus corax clarionensis war er der einzige Landvogel auf der zu den Revillagigedo-Inseln gehörenden Insel San Benedicto. Abgesehen davon, dass die Brutzeit im Mai lag, ist über seine Lebensweise nichts bekannt geworden.

## Merkmale

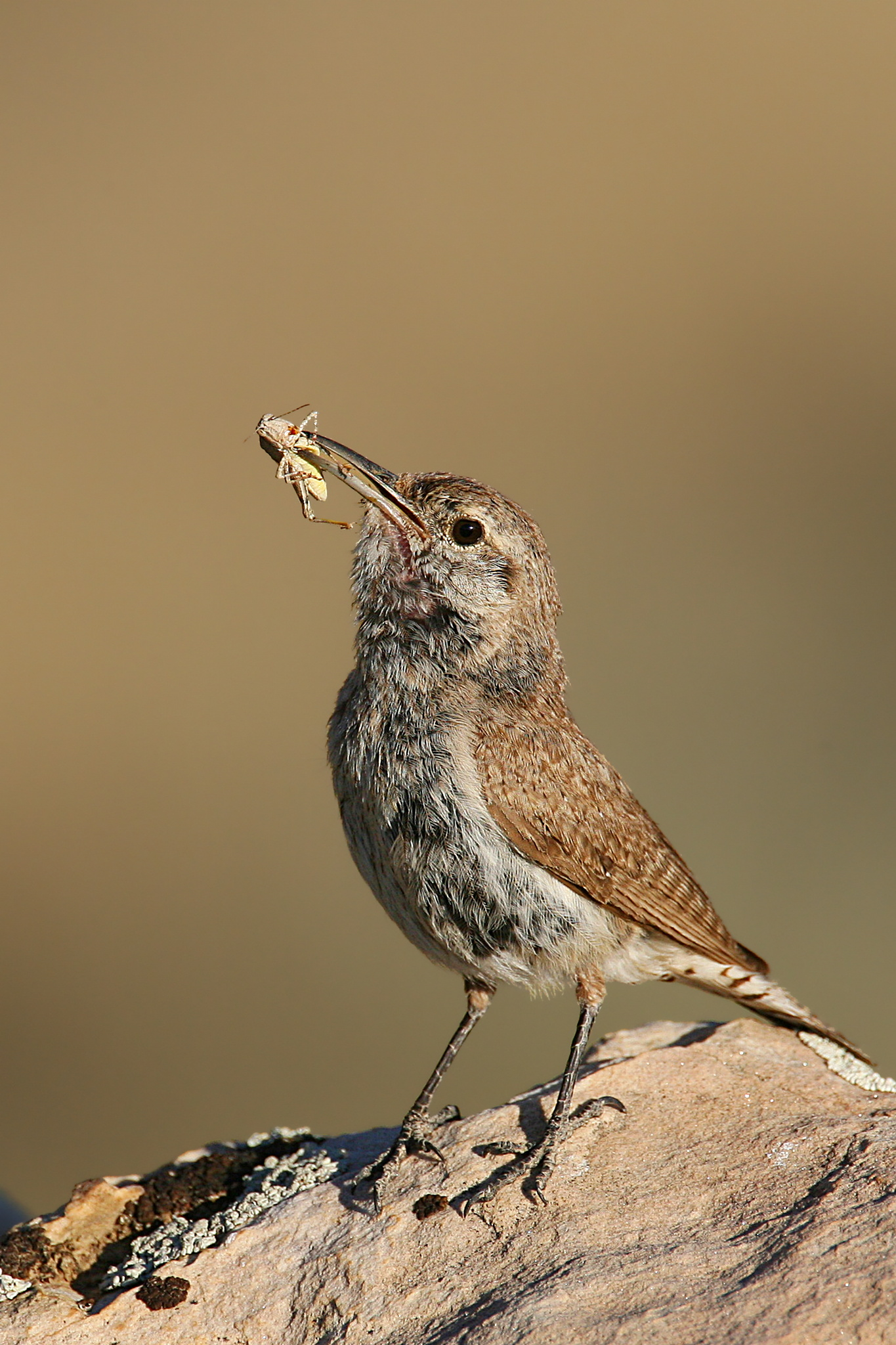
Der San-Benedicto-Felsenzaunkönig (Salpinctes o. exsul) war der hier abgebildeten Nominatform, dem Felsenzaunkönig (Salpinctes o. obsoletus), sehr ähnlich.

Der San-Benedicto-Felsenzaunkönig erreichte eine Länge von 12 cm. Er ähnelte der Nominatform des Felsenzaunkönigs, die seitlichen Schwanzfedern waren jedoch enger zimt-bräunlich gebändert. Die Flügel waren durchschnittlich kürzer, der Schwanz, der Schnabel und die Füße waren länger. Die allgemeine Gefiederfärbung war graubraun. Der Bürzel war wein-zimtfarben. Der größte Teil der Oberseite war mit keilförmigen dunklen Flecken bedeckt. Der Überaugenstreif war hell. Die Unterseite war stumpfweiß. Die Flanken waren hell zimt-gelbbraun.

## Aussterben
Der San-Benedicto-Felsenzaunkönig gehört zu den wenigen dokumentierten Fällen einer Vogelart/-unterart, deren Aussterben auf eine Naturkatastrophe zurückzuführen ist. Am 1. August 1952 brach der Vulkan Bárcena aus. Nur zwei Wochen später waren die gesamte Insel und die küstennahen Felsen bis zu einer Tiefe von 3 m mit Asche und Bims bedeckt. Weitere Eruptionen folgten im November und Dezember 1952. Am 9. März 1953 kam der Vulkan zur Ruhe. In der Zwischenzeit hatte jedoch ein neuer, 300 m hoher Krater den kompletten Lebensraum des San-Benedicto-Felsenzaunkönigs vernichtet. Danach wurde die Unterart nicht mehr wiederentdeckt.